# 秋田児童連続殺害事件
秋田児童連続殺害事件（あきたじどうれんぞくさつがいじけん）は、2006年に秋田県山本郡藤里町で2人の児童が殺害された事件。

## 概要
2006年4月10日、小学校4年生の女子児童Aが自宅から約10キロメートル離れた藤琴川の中洲で水死体となって発見された。さらに5月18日午後、Aの2軒隣に住む男子児童Bが約12キロメートル離れた米代川の川岸で遺体となって発見された。
1件目の事案について秋田県警察は捜査本部を設置して事件・事故の両面で調査を開始したが、数日後には事故と断定して捜査を打ち切った。しかし、2件目の事案が発生したため、1件目についても再捜査を始めた。6月4日、Aの母親X（当時33歳）を事件の被疑者として逮捕した。

## 犯人X
秋田県北部の二ツ井町（現・能代市）で運送会社を経営する父と元飲食店従業員の母と4歳下の弟の4人家族であった。Xは父親から虐待を受けていた。
また、Xの高校生時代の卒業アルバム中にはXが高校時代にいじめに遭っていたと思われる寄せ書きが記載されており、Xの母校や同級生に対して非難が殺到した。その卒業アルバムには以下のような書き込みがなされていた。
- いままでいじめられた分強くなったべ。俺達にかんしゃなさい
- 会ったら殺す
- 戦争に早く行け
- 温泉に入ってふやけんなよ
- やっと離れられる。3年間はちょっと…
- （Xの将来として）自殺・詐欺・強盗・全国指名手配・変人大賞・女優・殺人・野生化など

高校卒業後、栃木県の鬼怒川温泉街のホテルや川治温泉で働き始めた。しかし父親に連れ戻され、実家に戻った。1994年に結婚し、2年後にAが誕生した。しかし、1年後に離婚し、AはXが引き取った。離婚後は借金の返済に追われて職を転々とした挙句、2003年7月に自己破産。以降の生活は、Aに毎日カップ麺を食べさせ、Aと会話をすることなく漫画雑誌に読み耽るのが日常となった。一方で、逮捕後の取り調べに対して「東京に行きたかった」と心情を吐露する一面もあった。
Xの人物像についてノンフィクション作家・佐木隆三は「娘の情報収集のためのビラを配布した行動、地味な高校時代と一転し成人式に派手な服装で現れたことには、自己顕示の姿勢がうかがえるが、屈折してもいる。変遷する供述の背景には、恵まれない生い立ちなどから複雑な人格が形成されていることがあるだろう」と推察している。

## 経緯
- 2006年4月9日 - 19時45分ごろ、Aが行方不明となったとXによって110番通報がされる[22]。
- 2006年4月10日 - 行方不明となっていたAが自宅から南へ約10キロメートル離れた能代市内[13]の川で水死体[12]として発見された[8]。
- 2006年5月17日 - 15時ごろ、Bの友人が、約束の時間になってもBが約束場所に現れないことが心配となり、Bの自宅に行ったところ、直前に下校途中に別れてから自宅に帰っていないことが判明[12]。18時20分ごろ、家族が110番通報をし、警察などによる捜索が開始される[23]。
- 2006年5月18日 - 15時ごろ、ジョギング中の男性が、川岸から離れた道路脇の草むらの中でBの遺体を発見する[13]。秋田県警察は遺体に索条痕があったことなどから殺人事件の可能性が高いとし、能代警察署に捜査本部を設置[13]。司法解剖の結果、Bの死因は首を絞められたことによる窒息死と判明した[18]。
- 2006年6月2日 - Xは「事故だと断定した警察に不信感がある」と供述[10]。
- 2006年6月4日 - 23時、能代警察署捜査本部はXをBの死体遺棄容疑で逮捕した[24][25][26]。Xの自宅から血痕や、Bのものとみられる体液も分析の結果発見され、有力な物証となった[27][28]。Xは死体遺棄容疑について「遺体だけを捨ててきた」と大筋で認めた[25][26]。一方、B殺害については「やっていない」と否定した[25][26]。
- 2006年6月6日 - XがBの殺害をほのめかす供述を始める[29]。また、Bが行方不明になった当日、Xが「30代くらいの髪の長い男が乗っていて、振り返って児童を見ていた」などと虚偽の目撃情報で撹乱を図っていたことが判明した[30]。
- 2006年6月8日 - Xが「B君を自宅に呼び入れて、首を絞めて殺した。その後、草むらに放置した。1人でやった」とBの殺害を認める供述を始めたため、能代警察署捜査本部は殺人容疑でも立件する方針を固めた[31]。
- 2006年6月25日 - 秋田地検はXをBに対する死体遺棄罪で起訴した[32]。また、能代警察署捜査本部はXをBに対する殺人容疑で再逮捕した[32]。
- 2006年7月14日 - Xは、4月に起こったAの水死事件に関して、「一緒に魚を見に行った際、橋から転落した。気が動転して助けを呼ばなかった」と供述。これまでの「長女（A）は『（Bに）人形を見せに行ってくる』と言ったきり戻ってこない」という供述を覆す[33]。
- 2006年7月15日 - Xが「長女を橋から突き落とした」と供述したため、能代警察署捜査本部はXの供述について裏付けを進めた[34]。その後、XがAについて「疎ましくなったので、橋から落とした」と供述したため、殺人容疑で再逮捕する方針を固めた[35]。
- 2006年7月17日 - 秋田地検はXをBに対する殺人罪で追起訴した[36][37]。
- 2006年7月18日 - 能代警察署捜査本部はXをAに対する殺人容疑で再逮捕した[37]。
- 2006年8月9日 - 秋田地検はXをAに対する殺人罪で追起訴した[38][39]。これにより一連の捜査は終結した[39]。また、秋田地検が簡易鑑定を行ったところ、Xについて「妄想や幻覚はなく、刑事責任能力はある」という結果になった[40]。

## 刑事裁判

### 第一審・秋田地裁
公判前整理手続が適用され、争点はAに対する殺意の有無と刑事責任能力に絞られた。
2007年9月12日、秋田地裁（藤井俊郎裁判長）で初公判が開かれ、罪状認否でXは、A殺害について「殺害しようと決意したことはない」と述べてAに対する殺意を否認した。また、B殺害については「間違いない」と認めた上で「当時の精神状態が正常だったか、わからない」と殺害当時の自分の精神状態が正常であったかに自信がないと述べた。
冒頭陳述で検察官はXが子供に対する生理的嫌悪感があるなど特異な性格を指摘した上で、A殺害の経緯について「Aの存在を邪魔に感じており、日没後の人目もない場所なら人知れず殺害できると考え、決意した」と述べた。また、B殺害の経緯については「A殺害後に近隣住民に事件性を訴えたが、思っていたより積極的に取り上げられなかったため、自己の主張を世間に知らしめることで社会に報復する機会ととらえた」と述べた。一方、弁護人は、A殺害について「殺害行為も存在しない」と否定し、XがAに抱きつかれそうになり、嫌悪感を感じて振り払ったために落下したと主張した。
2007年11月2日、被告人質問が行われ、検察官がA殺害の状況について「実際に落としたら死ぬとか思わなかったのか」という質問に対し、Xは「そこまで考えていなかった」と回答した。一方、A殺害時の健忘について検察官が「故意にB君を殺害したことの方がショックではないのか」と尋ねると、Xは黙秘した。
2007年11月30日、Xの精神鑑定を行った精神科医は「事件当時、刑事責任能力に問題がない」とした精神鑑定書を秋田地裁に提出した。
2007年12月3日、秋田地裁は、A殺害を認めたXの捜査段階の供述調書について「任意性がある」として証拠採用した。また、Xの精神鑑定結果について「Aを大沢橋から突き落とした際の健忘は認められるが、B殺害時、刑事責任能力については著しく損なわれていなかった」とする結果が示された。
2007年12月12日、Bの父親は意見陳述で「息子の姿が焼き付いている。絶対に許すことはできない」と訴えた上で「人や親の心を持っていない。子供をものとしか思っていない」などと述べてXに死刑を求めた。
2008年1月25日、論告求刑公判が開かれ、検察官は「計画性があり、完全責任能力がある。わずか1か月余りで幼児2人を殺害したのは、鬼畜のなせる業。遺族が極刑を切望するのも当然」としてXに死刑を求刑した。同日の最終弁論で弁護人は、A殺害について改めて過失を主張した上で「異常な精神状態だった」として心身耗弱による有期懲役を求めた。
最終意見陳述でXは「Bさん一家には、大事な家族を奪ってしまい申し訳ありませんでした。地域の皆様にも不安や恐怖を与えてしまい申し訳ありませんでした」と謝罪して結審した。
2008年3月19日、秋田地裁（藤井俊郎裁判長）で判決公判が開かれ、裁判長はXに無期懲役の判決を言い渡した。判決では「B殺害時の刑事責任能力は認められる」とした上で「2人の殺害は殺意をもって行われたが、計画性はない」として死刑を適用しなかった。判決言い渡し後、裁判長はXに対する仮釈放の運用について「内省が表面的に留まるという性格の改善は容易でない」として慎重な運用を求める意見を述べた。また、Xについては「自分の罪の責任を直視し、2人の子に対する贖罪のため、全生涯を捧げることを強く求める」と説諭した。
弁護人は判決を不服として即日控訴し、秋田地検も判決を不服として控訴した。

### 控訴審・仙台高裁秋田支部
2008年9月25日、仙台高裁秋田支部（竹花俊徳裁判長）で控訴審初公判が開かれ、検察官はBの両親の供述調書を読み上げた上でXに再度死刑を求めた。一方、弁護人は一審に続きAについて「スキンシップ障害による過失致死」とした上で心身耗弱による有期懲役を求めた。
2008年10月16日、被告人質問が行われ、弁護人がA殺害の状況について尋ねたところ、Xは「カメラの写真みたいな形で残っている」などと述べて断片的な記憶として残っていると回答した。また、一審判決後、Bの両親に向かって土下座をしたことについては「本当はマスコミのいないところで直接謝りたかったが、これが最後かもしれない。分かってもらえると思った」と回答した。一方、裁判長から「冥福を祈ったり両親のことを考えたら、ありのまま法廷で話すのが人間の務めだと思いませんか」と説諭されると、「裁判長は私が嘘をついていると思っているのですか」と不服を訴える場面もあった。
2008年12月17日、弁護人は精神鑑定の請求を取り下げた上で、Xを「混合性人格障害」とする精神科医の意見書を仙台高裁秋田支部に提出した。仙台高裁秋田支部はこの意見書を一部を除いて証拠採用した。また、弁護人は「子供2人が殺された経緯が明らかでなく、心の闇や人格がどのように形成されたのか検討が必要」とした臨床心理士の鑑定書を証拠申請したが、裁判長は却下した。Bの母親は意見陳述で「被告に更生の機会が与えられる世の中なら絶望する」などと述べてXに死刑を求めた。
2009年1月30日、検察官は「悪質さ、非人間性、被害者遺族の感情に照らせば、死刑を選択するほかない」として改めて死刑の適用を求め、弁護人は「人格障害の治療などで、記憶の回復は可能だ。刑務所では難しく、社会復帰させる必要がある」として改めて有期懲役を求めて控訴審が結審した。
2009年3月25日、仙台高裁秋田支部（竹花俊徳裁判長）で控訴審判決公判が開かれ、裁判長は「犯行は場当たり的で計画性はない。これまでの死刑事件と比べ、当然に死刑を選択すべきだとはいえない」として一審・秋田地裁の無期懲役の判決を支持し、弁護人・検察官双方の控訴を棄却した。この判決に対し、仙台高検秋田支部は「従来の死刑適用の傾向を検討したが、それに反しているとは言えないと判断した」として上告を断念。弁護人も当初上告しない方針だったが、接見でXが「判決に不服はないが、検察側が上告しないと聞かされ、混乱した。考える時間が欲しい」と述べたため、Xの意思を尊重して上告した。

### 上告取り下げ・無期懲役確定
2009年5月18日、Xが上告を取り下げたため、無期懲役の判決が確定した。

## 報道をめぐる問題
この事件では、Xが身を寄せていた実家にメディアが殺到し（メディアスクラム）、一部メディアはXが外出する際に追走するなど周辺住民の間からもメディアの取材に対する苦情やトラブルが相次いで起こった。こうした事態を重く見たBPO（放送倫理・番組向上機構）は、5月25日、放送各社に「節度をもって取材にあたる」よう要望する事態にまで発展した。また、このメディアスクラムを受け、報道側は「玄関前の張り込みをやめる」「隣接地での待機人員を制限する」などの取り決めが同日に定められた。「人数制限は現実的でない」とし「節度ある取材」をお願いするに留まり、順守させることのできなかった日本雑誌協会所属メディアの多くも各々独自に張り込みを取りやめるなどした。
また、Xが逮捕される前からXに関するプライバシーが週刊誌を中心にセンセーショナルに報道された。これについてある週刊誌の記者は、東京新聞の取材に対し「この事件に対する世間の関心は非常に高い。いろいろな噂がある中で何が真実かを確認するには、本人に取材せざるを得ない。やむを得ないのではないか」と報道の意義を強調している。
しかし、被疑者が特定・逮捕されていない段階でこうした報道がなされたことに対しては「逮捕されていない人が、逮捕されたかのような扱いで、推定無罪という考え方がどこかへ飛んでいってしまっている」といった批判も出ている。結果的に翌2007年の坂出3人殺害事件にて、この危惧は現実のものとなった。また、産経新聞が6月6日付の社説でこうした過熱取材を自己批判する社説を掲載したり、東京新聞が6月8日付の紙面でメディアスクラムを検証するなど、報道する側からもこうした過熱取材に対する疑問が提起された。

## 捜査をめぐる問題
秋田県警察はAの水死体を発見した後、服装に変化がないことや流された際にできるであろう傷がないなどの疑問点もあったが、被害者らが足を滑らせて川に転落し数キロメートル流されたと発表、検死した医師と司法解剖を行った秋田大学医学部とともに事件性なしの溺死とした。この判断ミスについて上野正彦は、秋田県警察には監察医制度がなく担当医が未熟であったことを指摘した。また、Aが行方不明になって間も無く大沢橋にXが所有するものと同型の軽自動車が駐車しているのを近隣住民に目撃されていたが、能代警察署が目撃情報を基に十分な聞き込み調査をしていなかったことも判明した。
さらに秋田県警察は当初は80人体制であった捜査員を20人にまで減らしていた。これについて、秋田県警察は初動捜査の不手際を完全に否定した一方、漆間巌警察庁長官は7月20日の定例会見で「聞き込みなどが本当に十分だったのか、もう一度検証する必要がある」と述べた。